# Episodi di La strada per Avonlea (prima stagione)
La prima stagione della serie televisiva La strada per Avonlea è andata in onda su CBC Television dal 7 gennaio 1990 all'11 novembre 1990.
| nº | Titolo originale                      | Titolo italiano               | Prima TV originale |
| -- | ------------------------------------- | ----------------------------- | ------------------ |
| 1  | The Journey Begins                    | Vita sull'isola               | 7 gennaio 1990     |
| 2  | The Story Girl Earns Her Name         | Sara la narrastorie           | 14 gennaio 1990    |
| 3  | The Quarantine at Alexander Abraham's | Quarantena                    | 21 gennaio 1990    |
| 4  | The Materializing of Duncan McTavish  | Coincidenze                   | 28 gennaio 1990    |
| 5  | Old Lady Lloyd                        | La maledizione di Lloyd       | 4 febbraio 1990    |
| 6  | Proof of the Pudding                  | Due giorni importanti         | 11 febbraio 1990   |
| 7  | Conversions                           | Fede e magie                  | 18 febbraio 1990   |
| 8  | Aunt Abigail's Beau                   | Una vecchia fiamma            | 25 febbraio 1990   |
| 9  | Malcolm and the Baby                  | Un dono dal cielo             | 4 marzo 1990       |
| 10 | The Witch of Avonlea                  | La strega di Avonlea          | 21 ottobre 1990    |
| 11 | Felicity's Challenge                  | Campagna elettorale           | 28 ottobre 1990    |
| 12 | The Blue Chest of Arabella King       | La cassapanca di zia Arabella | 4 novembre 1990    |
| 13 | Nothing Endures But Change            | Niente è per sempre           | 11 novembre 1990   |